# Инженерный совет Интернета
Инжене́рный сове́т Интерне́та (англ. Internet Engineering Task Force, IETF) — открытое международное сообщество проектировщиков, учёных, сетевых операторов и провайдеров, созданное IAB в 1986 году и занимающееся развитием протоколов и архитектуры Интернета.
Вся техническая работа осуществляется в рабочих группах IETF, занимающихся конкретной тематикой (например, вопросами маршрутизации, транспорта данных, безопасности и т. д.). Работа в основном ведётся через почтовые рассылки, но трижды в год проводятся собрания IETF.
Результаты деятельности рабочих групп оформляются в виде рабочих проектов (англ. Internet drafts), которые затем используются ISOC для кодификации новых стандартов.
Задачи IETF (в соответствии с RFC 4677):
- Идентификация проблем и предложение решений в технических аспектах организации Интернета;
- Разработка спецификаций, стандартов и соглашений по общим архитектурным принципам протоколов Интернета;
- Вынесение рекомендаций относительно стандартизации протоколов на рассмотрение Internet Engineering Steering Group (IESG);
- Содействие широкому распространению технологий и стандартов, разрабатываемых в Internet Research Task Force (IRTF);
- Организация дискуссии для обмена информации в сообществе Интернета между учёными, разработчиками, пользователями, производителями оборудования и услуг, сетевыми администраторами и т. д.

## Функционирование
Миссия IETF заключается в улучшении работы Интернета через создание высококачественных, значимых технических документов, которые оказывают влияние на то, как люди разрабатывают что-либо для Интернета, пользуются и управляют Интернетом.
IETF добивается этой цели согласно ниже означенным принципам.

### Принципы
- Открытое взаимодействие (англ. open process)
Любой заинтересованный человек может участвовать в разработке, узнать о принимающихся решениях и высказаться по теме разработки. Частью этого принципа является обязательство, которое возлагает на себя IETF, по предоставлению в открытый доступ (в Интернет) документов, списков почтовых рассылок участникам рабочих групп, списков присутствующих и протоколов собраний.
- Техническая компетентность (англ. technical competence)
  - IETF обладает необходимой компетентностью для обсуждения вопросов, по которым выпускает документы.
  - IETF охотно прислушивается к компетентной информации из любого источника.
  - Предполагается, что результаты работы IETF будут соответствовать здравым принципам разработки сетевых технологий, так называемое «техническое качество».
- Волонтёрство (англ. volunteer core)
Участники и руководство IETF — люди, которые присоединяются к IETF, потому что хотят способствовать миссии IETF «улучшить работу Интернета».
- «Примерное согласие»[англ.] и исполнимый код (англ. rough consensus and running code)
Стандарты создаются на основе совместной инженерной (технической) оценки участниками и на основе жизненного опыта участников в наследовании и использовании получающихся спецификаций.
- Авторские права (англ. protocol ownership)
Присваивая себе авторские права на протокол или функцию, IETF принимает ответственность за любой аспект протокола, даже если некоторые из этих аспектов редко или вообще не видны в Интернете. Обратно, если IETF не ответственна за протокол или функцию, она не пытается брать на себя контроль над ним (ней), даже если он(а) может затрагивать или влиять на Интернет.

### Описание
Детали функционирования организации претерпевали значительные изменения с её ростом, однако основными механизмами взаимодействия по-прежнему остаются:
1. публикация рабочих (черновых) технических заданий (спецификаций);
2. анализ и независимое тестирование участниками;
3. повторная публикация.

Функциональная совместимость (возможность к взаимодействию) является главной (самой значимой) проверкой для IETF спецификаций-кандидатов_в_стандарты. Бо́льшая часть спецификаций ориентирована на одиночные протоколы, а не на тесно связанные системы, что позволяет:
- использовать такие протоколы в множестве разных систем;
- запросто неоднократно использовать стандарты тем, кто создаёт полноценные архитектуры (например, 3GPP, IMS).

Так как IETF не является организацией (предприятием) как таковой, Общество Интернета обеспечивает финансовую и правовую структуру для IETF и родственных ей обществ (IAB, IRTF и т. д.). Недавно IETF учредила Трест IETF (англ. IETF Trust), который следит за издаваемыми IETF материалами. Деятельность IETF финансируется взносами с собраний, спонсорами и Обществом Интернета через организационное членство и доходы от Реестра интересов общества (англ. Public Interest Registry).

### Трудности
- Так как в основе взаимодействия IETF лежат принципы добровольного начала и «примерного согласия и исполнимого кода», результаты проектов достигаются медленно. Малое количество волонтёров недостаточно для быстрой разработки задачи, большому количеству сложно прийти к согласию; также волонтёры могут быть недостаточно компетентны по данному вопросу (поставленной задаче).
- Обратная совместимость. Для таких протоколов как SMTP, который используется для отправки почты сообществами в сотни миллионов пользователей, очень важно учитывать значительное сопротивление, возникающее по отношению к любому изменению, которое не обладает полной обратной совместимостью.

В IETF ведётся работа по улучшению скорости процесса разработки стандартов, но так как число волонтёров, участвующих в обсуждении, слишком велико, процесс принятия решений тормозится.

## Структура
Основная техническая работа проводится в рабочих группах, обсуждения — на собраниях и с помощью почтовых рассылок.

### Историческая справка
С первым собранием IETF, которое состоялось 16 января 1986 года, началась работа организации. На встрече присутствовал 21 спонсируемый правительством исследователь. IETF стал преемником работавшей ранее Группы сетевых алгоритмов и структур данных (англ. GADS Task Force).
Первоначально встречи проводились поквартально, но с 1991 года они осуществляются 3 раза в год. Представители негосударственных структур приглашаются с четвёртого собрания IETF, и с тех пор на все встречи IETF может прийти любой желающий. Собрания не является обязательным для участвующих в разработке, так как бо́льшая часть работы осуществляется посредством почтовых рассылок.
Первые встречи были немногочисленны: на каждом из пяти первых собраний присутствовало менее 35 человек. На 12 собрании (в январе 1989 года) была достигнута максимальная аудитория в 120 человек. Начиная с 1990-х годов возросло как количество участников, так и сфера охватываемой деятельности. Максимальное количество участников (2180 человек) было в декабре 2000 года в Сан-Диего. После промышленной перестройки в начале двухтысячных количество участников сократилось и на данный момент составляет около 1200 чел.
В начале 1990-х годов IETF был реорганизован из подведомственного правительству США общества в открытую и независимую международную организацию, дочернюю по отношению к Обществу интернета.
Доступна статистика об участниках, публикациях, участвующих странах, а также информация о спонсорах. Участвовать в IETF могут только физические лица, но не корпорации или правительства.

### Рабочие группы
IETF состоит из большого количества рабочих групп и групп для неформального обсуждения.
Рабочие группы формируются внутри тематических областей. Текущие группы:
- прикладная (или область приложений, англ. application area);
- основная область (англ. general area);
- Интернет-область (англ. Internet area);
- область управления операциями (англ. operations and management area);
- область интерактивных приложений и инфраструктуры (англ. real-time applications and infrastructure area);
- область маршрутизации (англ. routing area);
- область безопасности (англ. security area);
- транспортная область (англ. transport area).

За работой внутри каждой области следит директор (англ. area director) а чаще несколько директоров, которые назначают председателей рабочих групп и выдают документ с описанием задачи и сроков её решения. По достижении цели, группа, как правило, расформировывается, но в некоторых случаях перед группой ставятся новые задачи.
Участие в группах открыто для всех желающих, обсуждения проводятся на открытых встречах организации (англ. IETF meeting) или с помощью почтовых рассылок. Основой для принятия решений является согласие участников переписки. Голосование при этом не проводится, а окончательное решение выносится по «примерному (грубому) согласию».
Директора областей вместе с председателями групп образуют IESG — группу, ответственную за деятельность IETF.
IETF официально является частью Общества интернета (ISOC). Важную роль в надзоре за деятельностью IETF играет Совет по архитектуре Интернета (IAB) — группа технических советников ISOC, которая:
- следит за внешними связями IETF и связями IETF с группой редакторов RFC (англ. RFC Editor)[5];
- руководит Исследовательской группой Интернет-технологий (англ. Internet Research Task Force), параллельно IETF существующей организацией, занимающейся долгосрочными проектами;
- ответственна за IETF Administrative Oversight Committee[англ.] (IAOC) — организацию, следящую за IETF Administrative Support Activity[англ.] (IASA), которая, в свою очередь, оказывает административную и финансовую поддержку IETF в разработке стандартов[6].

Трижды в год организацией IETF проводятся собрания. Между первым и вторым собранием назначается комитет по выдвижению кандидатур. В его состав входит по крайней мере 1 председатель группы, 10 случайным образом выбранных волонтёров, которые регулярно участвуют во встречах IETF, 2-3 представителя Общества Интернета (от IESG, IAB и, возможно, ISOC Boards of Trustees) и руководителя. В обязанности комитета входит ревизия (назначение, переназначение, смещение) должностей членов обществ IESG, IAB, IASA и IAOC. До сих пор комитетом не был смещён ни один человек.

### Собрания
Проводятся 3 раза в год. Каждое с утра понедельника до 15:15 пятницы. Тренировка и техническое обучение новичков проводятся в предшествующее встрече воскресенье. Исчерпывающую информацию для желающих присоединиться к IETF содержит так называемый «Дао IETF».
Места проведения собраний очень разнятся. Перечень прошедших и будущих местоположений собраний можно найти на странице встреч IETF. IETF стремится проводить собрания рядом с тем местом, где находится большее количество волонтёров. Достаточно продолжительное время целью было из 3 ежегодных собраний IETF 2 проводить в Северной Америке и 1 то в Европе, то в Азии (один год в Европе, на следующий — в Азии). В настоящее же время стараются сделать так, чтоб за 2 года 3 собрания было проведено в Северной Америке, 2 в Европе и 1 в Азии. Однако самым важным фактором обычно является корпоративное спонсирование собраний и поэтому строго этой схемы не придерживаются, чтобы снизить организационные расходы.

## Вспомогательные организации
IETF занимается только разработкой стандартов, с правовыми и финансовым вопросами имеют дело такие организации как IASA (IETF Administrative Support Activity) и IAOC (IETF Administrative Oversight Committee).
- IESG (Internet Engineering Steering Group) — группа директоров сфер деятельности IETF. Курирует процессы разработки, создаёт и распускает рабочие группы.
- IANA (Internet Assigned Numbers Authority) — занимается регистрацией активности IETF и учётом протоколов (DNS, порты TCP).
- RFC Editor — занимается редактированием, форматированием и публикацией, а также предоставлением хранилища для RFC-документов.
- IETF Secretariat — отвечает за материально-техническое обеспечение (координирование собраний и почтовых рассылок, курирование веб-сайта, помощь IESG, поддержание «черновиков» в порядке).
- IETF Trust — с 2005 года отвечает за соблюдение прав интеллектуальной собственности. Состоит из членов IAOC.

У IETF нет формальной организации, нет членов, руководства, обязательств как таковых. Курирующие деятельность IETF организации как правило следят за тем, чтоб проект был доработан, был совместим с существующими и создающимися проектами других групп, а не приказывают, что и как нужно сделать.

## Главы IETF
Председатель IETF выбирается комитетом по выдвижению кандидатур (NomCom) согласно RFC 3777 на срок в 2 года. До 1993 года главу IETF выбирал IAB.
- Майкл Корриган (англ. Michael Corrigan; 1986)
- Филлип Гросс (англ. Phillip Gross; 1986—1994)
- Пол Мокапетрис (англ. Paul Mockapetris; 1994—1996)
- Фред Бейкер (англ. Fred Baker; 1996—2001)
- Харальд Твейт Алвестранд (англ. Harald Tveit Alvestrand; 2001—2005)
- Брайан Карпентер (англ. Brian Carpenter; 2005—2007)
- Расс Хаусли (англ. Russ Housley; 2007-2013)[9]
- Яри Аркко (англ. Jari Arkko; с 2013)